# 1365년

## 연호
- 원(元) 지정(至正) 25년
- 일본(日本) 남조(南朝) 쇼헤이(正平) 20년
- 일본(日本) 북조(北朝) 조지(貞治) 4년
- 쩐 왕조(陳朝) 다이찌(大治) 8년

## 기년
- 원(元) 혜종(惠宗) 33년
- 고려(高麗) 공민왕(恭愍王) 14년
- 쩐 왕조(陳朝) 유종(裕宗) 25년

## 사건
- 3월 12일 오스트리아 대공 루돌프 4세가 빈 대학교를 설립.
- 노국대장공주가 아기를 낳다가 난산으로 사망함.

## 탄생
- 7월 25일 - 고려의 제32대 국왕 우왕. (~1389년)
- 8월 6일 - 조선 태종의 왕비, 세종의 어머니 원경왕후. (~1420년)

## 사망
- 3월 8일 - 고려 공민왕의 왕후 노국대장공주.
- 9월 7일 - 원 혜종의 두번째 정궁황후 바얀 후투그 카툰. (1324년~)

### 미상
- 고려(高麗)의 태자(太子) 개성 왕씨(王氏).